# Torneio de Wimbledon de 2009
O Torneio de Wimbledon de 2009 foi um torneio de tênis disputado nas quadras de grama do All England Lawn Tennis and Croquet Club, no bairro de Wimbledon, em Londres, no Reino Unido, entre 22 de junho e 5 de julho. Corresponde à 42ª edição da era aberta e à 123ª de todos os tempos.

## Premiação
Em 2009, o All England Lawn Tennis and Croquet Club the All England Club concederá v 12.550.000 em premiação em dinheiro para os competidodes do torneio.
| Categoria                                    | 2008         | 2009         | Aumento |
| -------------------------------------------- | ------------ | ------------ | ------- |
| Premiação total                              | £ 11.812.000 | £ 12.550.000 | 6.2%    |
| Campeão do torneio de simples masculino      | £ 750.000    | £ 850.000    | 13.3%   |
| Vice-campeão do torneio de simples masculino | £ 375.000    | £ 425.000    | 13.3%   |
| Campeã do torneio de simples feminino        | £ 750.000    | £ 850.000    | 13.3%   |
| Vice-campeã do torneio de simples feminino   | £ 375.000    | £ 425.000    | 13.3%   |
| Campeões do torneio de duplas masculino      | £ 230.000    | £ 230.000    | —       |
| Vice-campeões do torneio de duplas masculino | £ 115.000    | £ 115.000    | —       |
| Campeãs do torneio de dupla feminino         | £ 230.000    | £ 230.000    | —       |
| Vice-campeãs do torneio de duplas feminino   | £ 115.000    | £ 115.000    | —       |
| Campeões do torneio de duplas mistas         | £ 92.000     | £ 92.000     | —       |
| Vice-campeões do torneio de duplas mistas    | £ 46.000     | £ 46.000     | —       |

## Simples

#### Masculino
1. Rafael Nadal (Desistiu devido a uma lesão no joelho)
2. Roger Federer
3. Andy Murray
4. Novak Djoković
5. Juan Martín del Potro
6. Andy Roddick
7. Fernando Verdasco
8. Gilles Simon
9. Jo-Wilfried Tsonga
10. Fernando González
11. Marin Čilić
12. Nikolay Davydenko
13. Robin Söderling
14. Marat Safin
15. Tommy Robredo
16. David Ferrer
17. James Blake (Primeira rodada,perdeu para Andreas Seppi)
18. Rainer Schüttler
19. Stanislas Wawrinka
20. Tomáš Berdych
21. Feliciano López (Primeira rodada,perdeu para Karol Beck)
22. Ivo Karlović
23. Radek Štěpánek
24. Tommy Haas
25. Dmitry Tursunov
26. Jürgen Melzer
27. Philipp Kohlschreiber
28. Mardy Fish
29. Igor Andreev
30. Viktor Troicki
31. Victor Hănescu
32. Albert Montañés
33. Nicolas Kiefer

Ausências: David Nalbandian,Richard Gasquet,Gaël Monfils,Rafael Nadal.

#### Feminino
1. Dinara Safina
2. Serena Williams
3. Venus Williams
4. Elena Dementieva
5. Svetlana Kuznetsova
6. Jelena Janković
7. Vera Zvonareva
8. Victoria Azarenka
9. Caroline Wozniacki
10. Nadia Petrova
11. Agnieszka Radwańska
12. Marion Bartoli
13. Ana Ivanović
14. Dominika Cibulková
15. Flavia Pennetta
16. Jie Zheng
17. Amélie Mauresmo
18. Samantha Stosur
19. Na Li
20. Anabel Medina Garrigues
21. Patty Schnyder (Primeira rodada, perdeu para Ai Sugiyama)
22. Alizé Cornet
23. Aleksandra Wozniak (Primeira rodada, perdeu para Francesca Schiavone)
24. Maria Sharapova
25. Kaia Kanepi
26. Virginie Razzano
27. Alisa Kleybanova
28. Sorana Cîrstea
29. Sybille Bammer
30. Ágnes Szávay
31. Anastasia Pavlyuchenkova
32. Anna Chakvetadze

## Finais

### Profissional
| Categoria | Evento    | Campeã(s)(o/ões)                 | Vice-campeã(s)(o/ões)         | Resultado                   | Chave(s)  | Chave(s)       |
| --------- | --------- | -------------------------------- | ----------------------------- | --------------------------- | --------- | -------------- |
| Simples   | Masculino | Roger Federer                    | Andy Roddick                  | 5–7, 7–66, 7–65, 3–6, 16–14 | principal | qualificatório |
| Simples   | Feminino  | Serena Williams                  | Venus Williams                | 7–63, 6–2                   | principal | qualificatório |
| Duplas    | Masculino | Daniel Nestor Nenad Zimonjić     | Bob Bryan Mike Bryan          | 7–67, 36–7, 7–63, 6–3       | principal | qualificatório |
| Duplas    | Feminino  | Serena Williams Venus Williams   | Samantha Stosur Rennae Stubbs | 7–64, 6–4                   | principal | qualificatório |
| Duplas    | Misto     | Mark Knowles Anna-Lena Grönefeld | Leander Paes Cara Black       | 7–5, 6–3                    | principal | principal      |

### Juvenil
| Categoria | Evento    | Campeã(s)(o/ões)                     | Vice-campeã(s)(o/ões)             | Resultado        | Chave(s)  | Chave(s)       |
| --------- | --------- | ------------------------------------ | --------------------------------- | ---------------- | --------- | -------------- |
| Simples   | Masculino | Andrey Kuznetsov                     | Jordan Cox                        | 4–6, 6–2, 6–2    | principal | qualificatório |
| Simples   | Feminino  | Noppawan Lertcheewakarn              | Kristina Mladenovic               | 3–6, 6–3, 6–1    | principal | qualificatório |
| Duplas    | Masculino | Pierre-Hugues Herbert Kevin Krawietz | Julien Obry Adrien Puget          | 36–7, 6–2, 12–10 | principal | principal      |
| Duplas    | Feminino  | Noppawan Lertcheewakarn Sally Peers  | Kristina Mladenovic Silvia Njirić | 6–1, 6–1         | principal | principal      |

### Cadeirante
| Categoria | Evento    | Campeã(s)(o/ões)                  | Vice-campeã(s)(o/ões)          | Resultado      | Chave     |
| --------- | --------- | --------------------------------- | ------------------------------ | -------------- | --------- |
| Duplas    | Masculino | Stéphane Houdet Michaël Jeremiasz | Robin Ammerlaan Shingo Kunieda | 1–6, 6–4, 7–63 | principal |
| Duplas    | Feminino  | Korie Homan Esther Vergeer        | Daniela Di Toro Lucy Shuker    | 6–1, 6–3       | principal |

### Outros eventos
| Categoria         | Evento           | Campeã(s)(o/ões)                  | Vice-campeã(s)(o/ões)         | Resultado | Chave     | Chave     |
| ----------------- | ---------------- | --------------------------------- | ----------------------------- | --------- | --------- | --------- |
| Duplas convidadas | Masculino sênior | Jeremy Bates Anders Järryd        | Mansour Bahrami Henri Leconte | 6–4, 7–64 | principal | principal |
| Duplas convidadas | Masculino        | Jacco Eltingh Paul Haarhuis       | Donald Johnson Jared Palmer   | 7–62, 6–4 | principal | principal |
| Duplas convidadas | Feminino         | Martina Navrátilová Helena Suková | Ilana Kloss Rosalyn Nideffer  | 6–3, 6–2  | principal | principal |